# Dragoslavele
Dragoslavele – wieś w Rumunii, w okręgu Ardżesz, w gminie Dragoslavele. W 2011 roku liczyła 1961 mieszkańców. Dawniej było to położenie przygraniczne, po stronie wołoskiej przy granicy z Transylwanią. Wieś leży na skraju Karpat Południowych, na obu brzegach Dymbowicy.
Od średniowiecza po I wojnę światową znajdowało się tu przejście graniczne między Wołoszczyzną (później Rumunią) a ziemiami Habsburgów (od 1867 Austro-Węgrami). Podczas pierwszej wojny światowej miejsce bitwy między wojskami rumuńskimi a armią niemiecką. Podczas II wojny światowej miejsce internowania marszałka Edwarda Rydza-Śmigłego, który stąd 15 grudnia 1940 r. zbiegł na Węgry.